# Medalla Cantor
La Medalla Cantor de la  Deutsche Mathematiker-Vereinigung se nombra en honor de Georg Cantor. Las becas se otorgan en la mayoría cada dos años durante las reuniones anuales de la sociedad. Los galardonados son matemáticos que están asociadas con la lengua alemana.

## Lista de galardonados
- 1990 Karl Stein
- 1992 Jürgen Moser
- 1994 Erhard Heinz
- 1996 Jacques Tits
- 1999 Volker Strassen
- 2002 Yuri Manin
- 2004 Friedrich Hirzebruch
- 2006 Hans Föllmer
- 2008 Hans Grauert
- 2010 Matthias Kreck
- 2012 Michael Struwe
- 2014 Herbert Spohn
- 2017 Gerd Faltings
- 2019 Hélène Esnault
- 2021 Martin Grötschel[2]
- 2024 Felix Otto